# ميلودي ثورنتون
ميلودي ثورنتون (بالإنجليزية: Melody Thornton) (مواليد 28 سبتمبر 1984) مغنية وكاتبة اغاني، راقصة ومقدمة تلفزيونية أمريكية، صعدت إلى النجومية كعضو في مجموعة البوب الناجحة بوسيكات دولز. أصغر عضوة في المجموعة ، تولى ثورنتون ثاني أبرز دور صوتي ، بعد المغنية الرئيسية نيكول شيرزينغر ، وتميزت بتدريباتها الصوتية المليئة بالحيوية. اعتبارًا من عام 2010 ، غادرت ميلودي المجموعة للتركيز على حياتها المهنية الفردية. حيث إصدارت أول شريط لها بعنوان P.O.Y.B.L في 15 مارس 2012. ثاني إصدار كان بعنوان Lioness Eyes في 7 أغسطس 2020.

## نشأتها
تخرجت ثورنتون من مدرسة كاميلباك الثانوية في فينيكس ، أريزونا ، في عام 2003. وهي من أصل أمريكي مكسيكي من خلال والدتها ، إيليا ، أمريكي من أصل أفريقي من خلال والدها ، ثيولف ثورنتون. لدى ثورنتون أخت أكبر تدعى نيكول ثورنتون. تم اكتشاف موهبتها لأول مرة في عرض المواهب في مدرسة باباجو الابتدائية عندما غنت ماريا كاري طبعة جديدة من أغنية Badfinger «بدونك».

## روابط خارجية
- ميلودي ثورنتون على موقع IMDb (الإنجليزية)
- ميلودي ثورنتون على موقع ميوزك برينز (الإنجليزية)
- ميلودي ثورنتون على موقع ديسكوغز (الإنجليزية)
- ميلودي ثورنتون على موقع قاعدة بيانات الفيلم (الإنجليزية)